# سی هیرازومی
سی هیرازومی (انگلیسی: Sei Hiraizumi؛ زادهٔ ۲ ژوئن ۱۹۴۴) هنرپیشه اهل ژاپن است.
از فیلم‌ها یا برنامه‌های تلویزیونی که وی در آن نقش داشته‌است می‌توان به هیچ‌کس نمی‌داند، قلعه شناور اشاره کرد.